# A Regra do Jogo
La Règle du jeu (bra/prt: A Regra do Jogo) é um filme francês de 1939, do gênero comédia dramática, dirigido por Jean Renoir, com roteiro dele e Carl Koch baseado na peça teatral Les Caprices de Marianne, de Alfred de Musset.
Durante a Ocupação da França pela Alemanha Nazista, o filme foi proibido na França de Vichy; anos depois, os originais foram destruídos num bombardeio. O filme só seria recuperado em 1959, quando uma versão restaurada foi apresentada no Festival de Veneza.

## Sinopse
Na década de 1930, uma família burguesa tradicional resolve passar o verão numa casa de campo com seus empregados. Uma noite, um baile de máscaras acontece, e surgem vários envolvimentos amorosos, envolvendo empregados e patrões e conduzindo a um trágico desfecho.

## Elenco
- Nora Gregor - Christine (esposa de Robert)
- Marcel Dalio - Robert (marquês, marido de Christine)
- Jean Renoir - Octave (amigo de Christine, Robert e André)
- Roland Toutain - André Jurieux (aviador apaixonado por Christine)
- Mila Parély - Geneviève (amante de Robert)
- Paulette Dubost - Lisette (empregada de Christine e Robert)
- Gaston Modot - Schumacher (guarda-caça, marido de Lisette)
- Odette Talazac - Madame de la Plante
- Claire Gérard - Madame de la Bruyère
- Anne Mayen - Jackie (sobrinha de Christine)
- Lise Elina - Repórter radialista
- Julien Carette - Marceau (caçador clandestino)
- Pierre Magnier - O general
- Eddy Debray - Corneille, o mordomo
- Pierre Nay - Monsieur de St. Aubin
- Richard Francoeur - Monsieur La Bruyère
- Léon Larive - O cozinheiro